# Cybosia obscura
Cybosia obscura là một loài bướm đêm thuộc phân họ Arctiinae, họ Erebidae.